# 西域番国志
『西域番国志』（さいいきばんこくし）は、明の永楽12年（1414年）に吏部験封員外郎の陳誠（字は子魯）と苑馬寺清河監副の李暹（字は賓暘）による西域見聞録。一部は朝廷に上呈された。18章に分かれる。

## 内容
以下の街の記録があり、内容は山河風土・住民・史跡・物産・気候・宗教・民俗・言語・文字など多岐に亘る。永楽帝により史官にも渡された。
- 哈烈 - アフガニスタンのヘラート
- 撒馬児罕 - ウズベキスタンのサマルカンド
- 俺都淮 - アフガニスタンのアンドホイ
- 八剌黒 - アフガニスタンのバルフ
- 迭里迷 - ウズベキスタンのテルメズ
- 沙鹿海牙 - ウズベキスタンの首都のタシュケントの南西のシャールヒーヤ
- 塞蘭 - カザフスタンのシムケントの東のサイラム
- 達失干 - ウズベキスタンの首都のタシュケント
- 卜花児 - ウズベキスタンのブハラ
- 渇石 - ウズベキスタンのシャフリサブス
- 養夷 - カザフスタンのタラズ
- 別失八里 - 中華人民共和国の新疆ウイグル自治区昌吉回族自治州ジムサル県のビシュバリク
- 土爾番 - 中華人民共和国の新疆ウイグル自治区トルファン市高昌区
- 崖児城 - 中華人民共和国の新疆ウイグル自治区トルファン市高昌区
- 塩沢城 - 中華人民共和国の新疆ウイグル自治区トルファン市高昌区
- 火州 - 中華人民共和国の新疆ウイグル自治区トルファン市高昌区
- 魯陳城 - 中華人民共和国の新疆ウイグル自治区トルファン市ピチャン県
- 哈密 - 中華人民共和国の新疆ウイグル自治区クムル市伊州区

## 意義
明の永楽帝は、三宝宦官の鄭和を南海から中近東に派遣して土地風俗を見聞させた。一方、陸路で結ばれている西域各国の土地風俗についても知る必要があると考え、陳誠・李暹ら外交官5使を西域に派遣した。
馬歓による『瀛涯勝覧』で、明の永楽年間の海路沿いの西洋各国の状況が把握でき、陳誠の『西域番国志』と『西域行程記』でティムール帝国を含んだ陸路西域各国の状況と朝貢関係が把握できるので、これらで永楽帝の外交政策の全貌を知ることができる。
『西域番国志』の記録は『明太宗実録』・『大清一統志』・『殊域周咨録』・『咸賓録』などにも少なからず引用されていることからも、この書籍の重要性をうかがい知ることができる。